# Bibersteinerkreuz

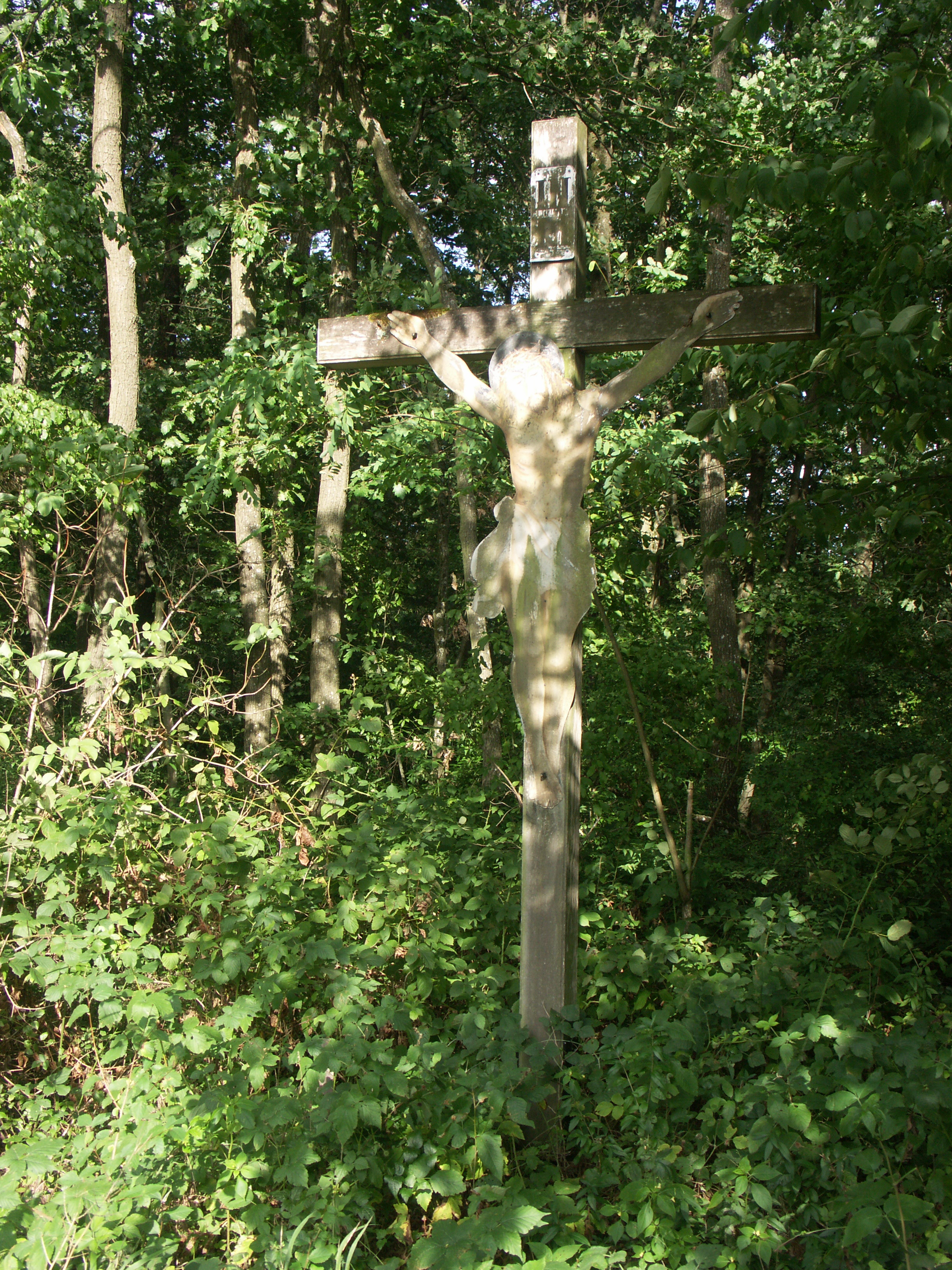
Bibersteinerkreuz

Das Bibersteinerkreuz ist ein Wegkreuz in der Gemeinde Hollabrunn in Niederösterreich.

## Beschreibung
Das Bibersteinerkreuz befindet sich an der alten Straße über den Therner Berg, ein früher vor allem im Winter gefürchteter Anstieg. Die Familie Bibersteiner waren Wirtschaftsbesitzer in Sonnberg.